# 花蓮紅葉溫泉
23°29′30″N 121°19′35″E / 23.4916469°N 121.3262930°E

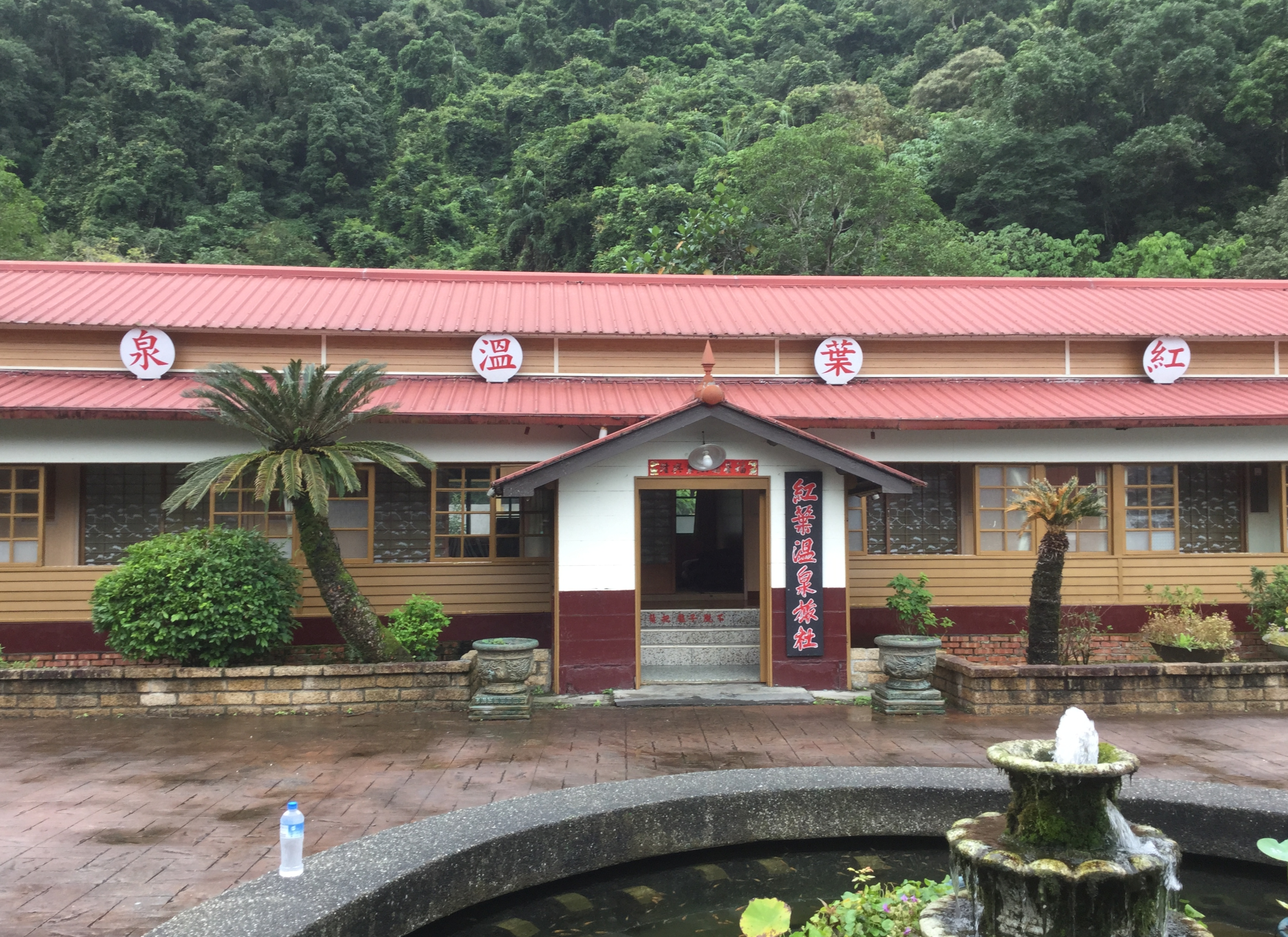
紅葉溫泉旅社

花蓮紅葉溫泉位於臺灣花蓮縣萬榮鄉，鄰近花蓮縣瑞穗鄉，該溫泉源自紅葉溪，分成內外溫泉，紅葉溪為台灣最長的溫泉河。

## 泉質
水溫47-48℃左右，酸鹼值約為pH7，屬於中性碳酸氫鈉泉。

## 特色
屬於野溪溫泉的紅葉溫泉，其實是瑞穗溫泉的內溫泉，距離瑞穗溫泉約2公里。該地於台灣原住民之太魯閣族先民發現，日治時代即設有旅社。
2022年1月，日治時期即已聲名遠播的紅葉溫泉旅社被花蓮縣政府認定違反溫泉法、違反發展觀光條例，各處裁罰卅四萬元、四十萬元，並勒令停止利用溫泉水與勒令歇業；業者亦不服提出訴願、行政訴訟，近日被台北高等行政法院判決駁回。萬榮鄉公所表示，持續輔導業者陸續拆除違建及合法承租土地；業者也強調將會繼續上訴，並坦言現在要取得溫泉水權相當困難，因須依原基法規定獲得部落會議同意，但歷年3次的部落會議皆因部落人口外流「籍在人不在」，導致出席未到部落戶數半數的門檻而導致流會。

## 地熱發電
台灣水泥集團旗下「蓮信綠能」，在知名「紅葉溫泉」所在地的紅葉村計畫開發地熱發電廠，惟因沒取得部落同意遭部落居民抗議。

## 交通
- 大眾運輸
  - 台鐵之瑞穗車站下車後步行約四公里。
  - 統聯客運1143公車於紅葉站下車後步行約1.5公里。
- 開車：
  - 沿台九線花東公路南下至花蓮瑞穗，右轉溫泉路一段（花62線鄉道），續行經瑞穗溫泉後，直驅紅葉社區前行約兩公里後，過紅葉大橋即可到達。